# Microthamnium smithii
Microthamnium smithii är en bladmossart som beskrevs av Robert Statham Williams 1930. Microthamnium smithii ingår i släktet Microthamnium och familjen Hypnaceae. Inga underarter finns listade i Catalogue of Life.